# Mokry Dwór (Pomořské vojvodství)
Mokry Dwór (německy Nassenhuben) je vesnice v Polsku ve gmině Pruszcz Gdański v okrese Gdaňsk v Pomořském vojvodství. Leží v na řece Motławě v mezoregionu Żuławy Wiślane, 8 km jihovýchodně od centra Gdaňsku, 6 km severovýchodně od Pruszcze Gdaňského, 23 km severně od Tczewi. Má 218 obyvatel.

## Historie
Ves je zmiňována již ve 12. století v dokumentech pomořských knížat.
Během Napoleonských válek se zde střetla ruská a francouzská vojska.
V letech 2009–2018 se zde konala květinářská výstava Żuławski Tulipan.

## Další informace
Vesnicí prochází cyklotrasa Szlak Mennonitów a turistická trasa a cyklostezka Szlak Motławski.

## Galerie

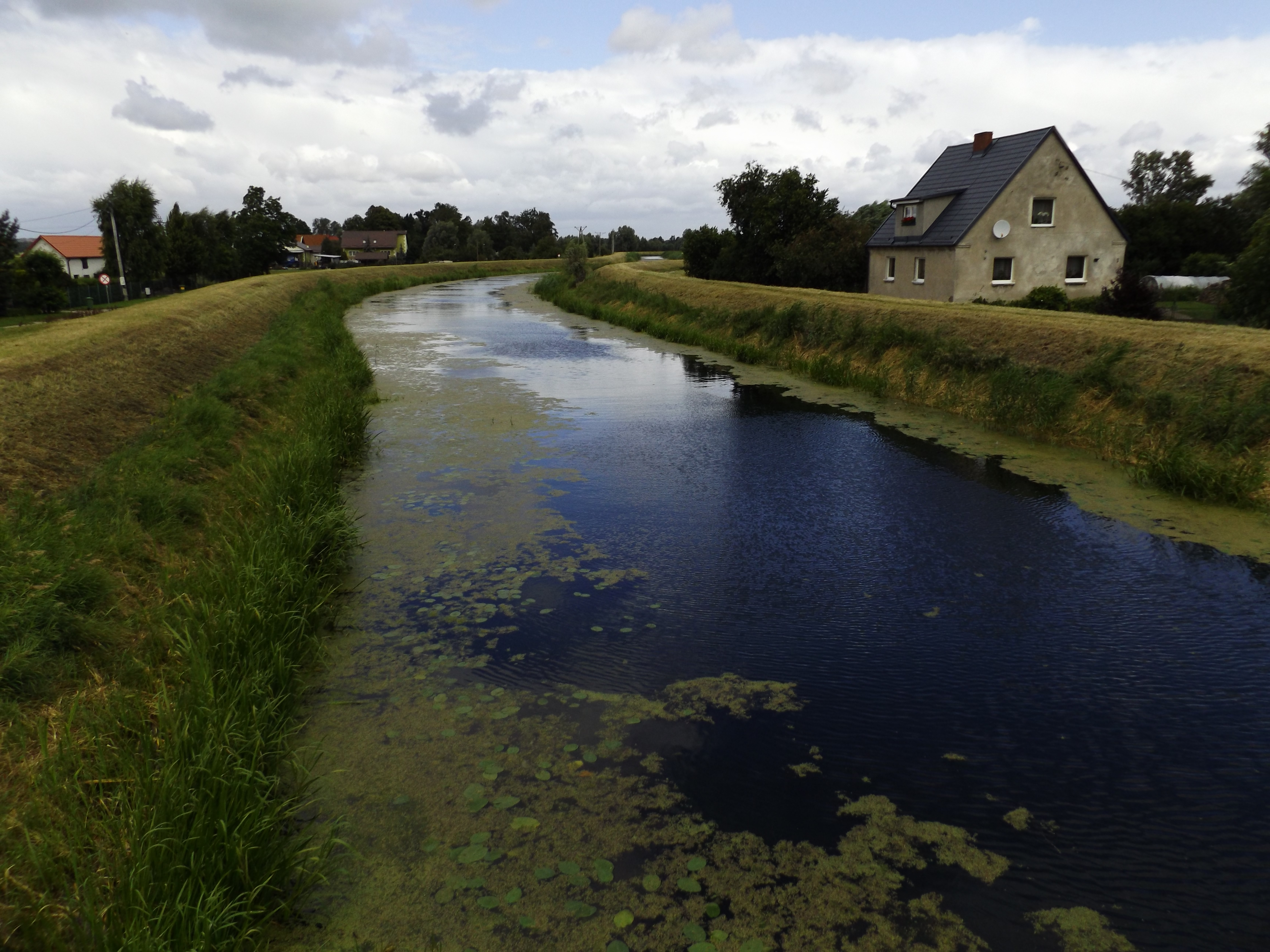
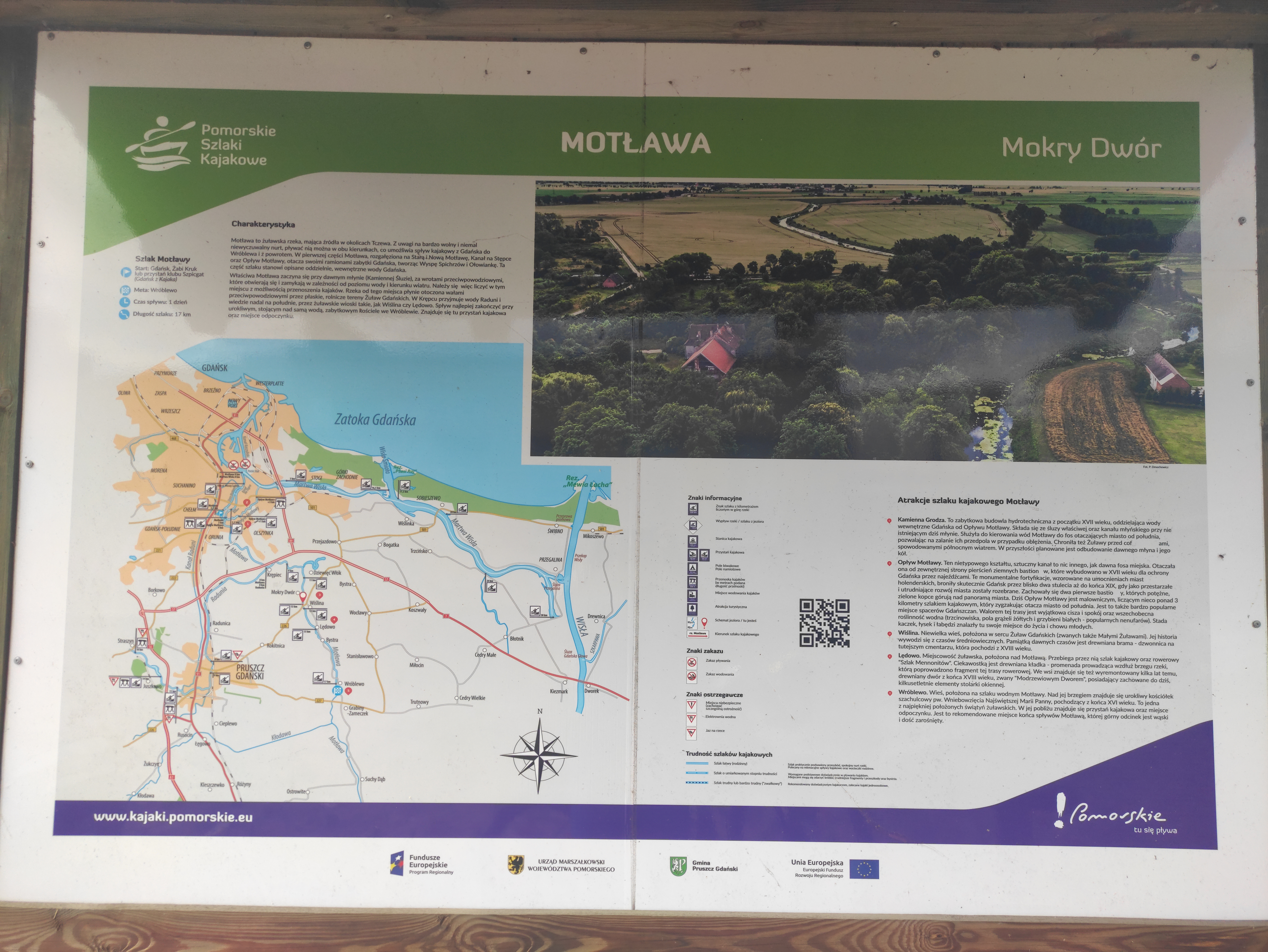